# Sotigena solivaga
Sotigena solivaga là một loài bướm đêm trong họ Erebidae.